# Koromandelzwergente

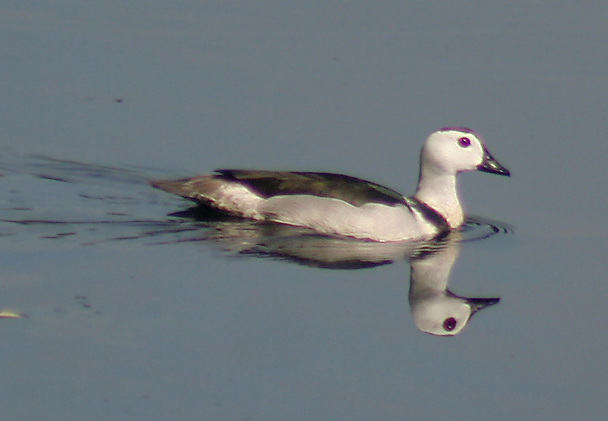
Männchen der Koromandelzwergente

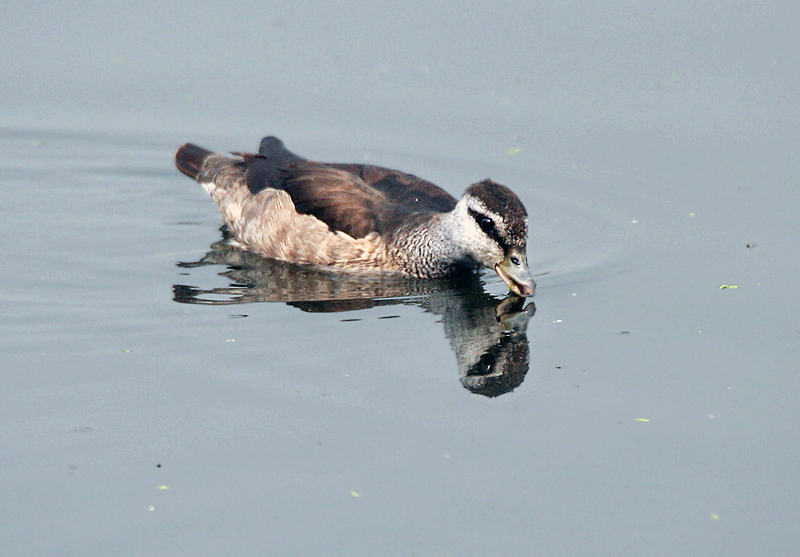
Weibchen der Koromandelzwergente bei der Nahrungssuche; gut erkennbar der auffällige Zügelstreif, der über die Augen läuft

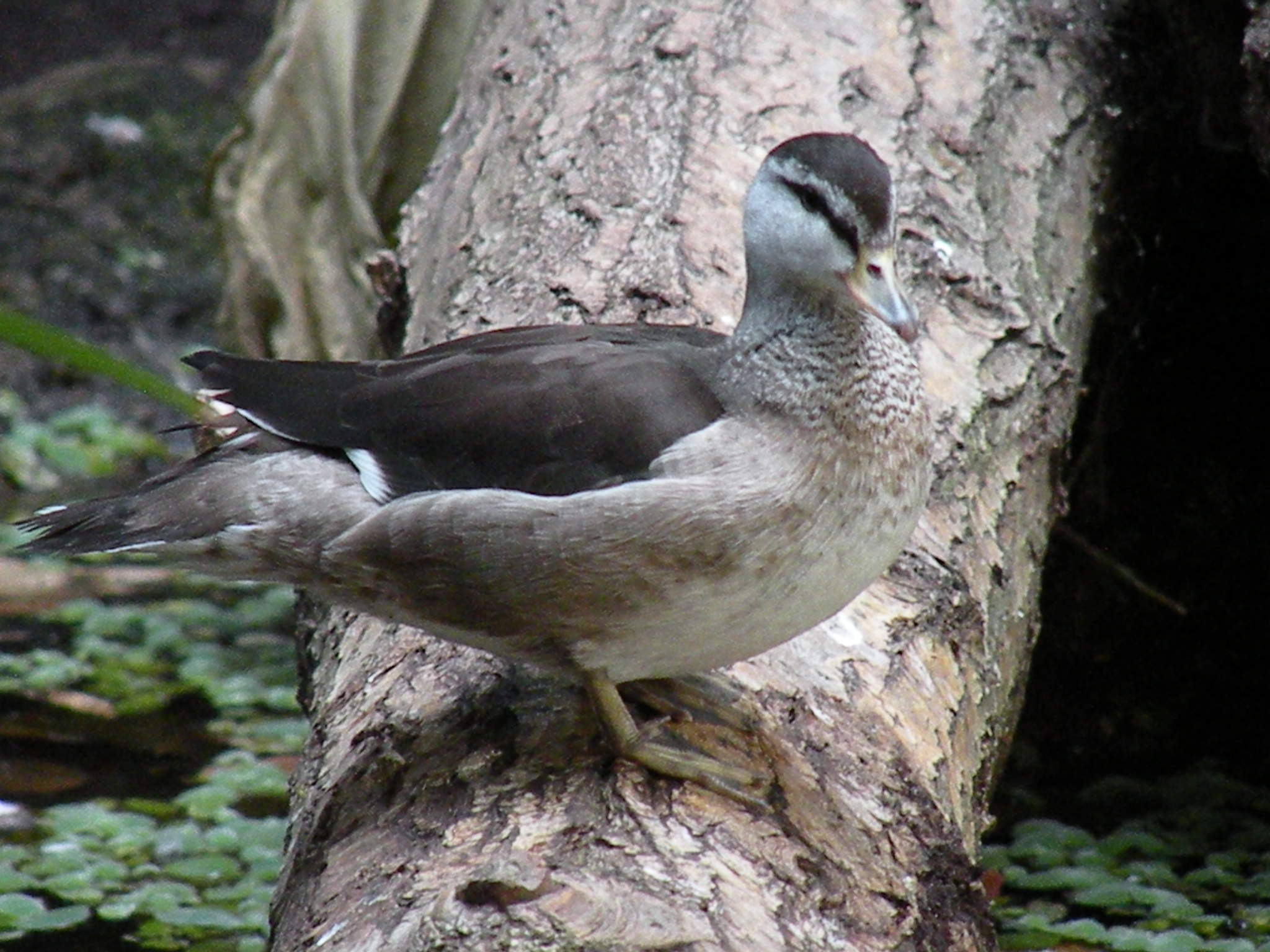
Koromandelzwergente, Weibchen

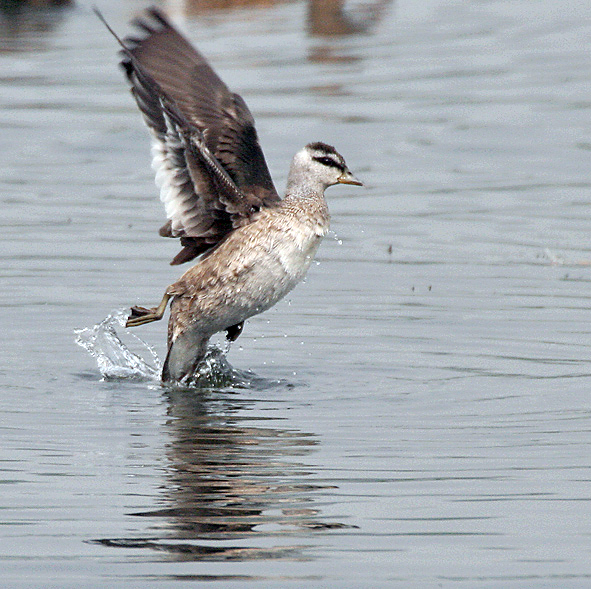
Auffliegendes Weibchen

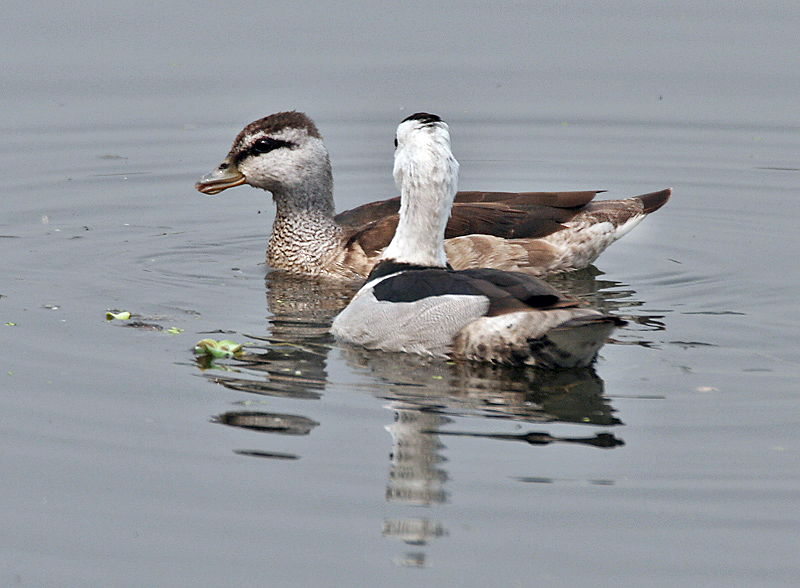
Männchen und Weibchen

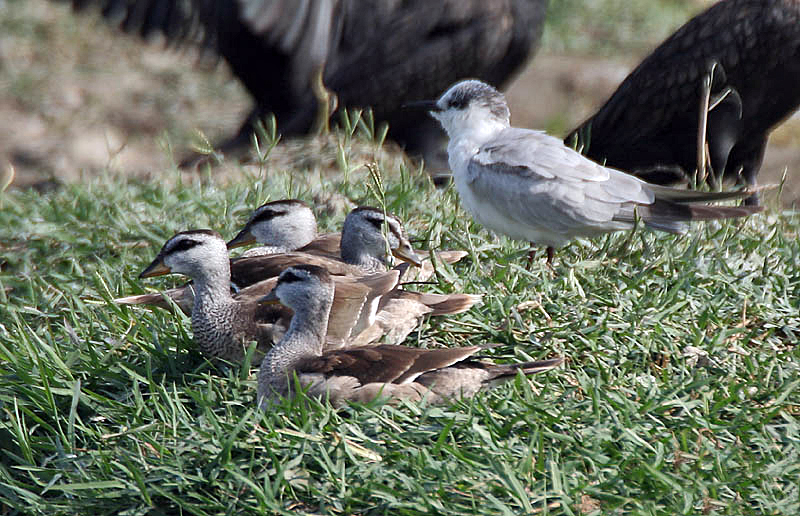
Ruhende Koromandelzwergenten-Weibchen (rechts eine Weißbart-Seeschwalbe)

Die Koromandelzwergente (Nettapus coromandelianus) auch Coromandel-Zwergente ist eine Art der Entenvögel und zählt zu den Schwimmenten. Ihr Verbreitungsgebiet erstreckt sich von Südostasien bis nach Australien. Sie zählt zu den kleinsten Entenarten. Es werden zwei Unterarten unterschieden. Die Nominatform Nettapus coromandelianus coromandelianus, die auch als Indische Zwergglanzente bezeichnet wird, ist in ihrer Verbreitung auf Asien beschränkt. Die Australische Zwergglanzente (N. c. albipennis) lebt im Osten Australiens. Die Nominatform ist etwas kleiner als die australische Unterart und gilt als die kleinste Ente überhaupt.

## Erscheinungsbild
Zwergenten erreichen ausgewachsen eine Körperlänge zwischen 30 und 37 Zentimetern. Männchen erreichen im Durchschnitt ein Gewicht von 403 Gramm, die Weibchen sind mit durchschnittlich 380 Gramm nur geringfügig leichter. Sehr kleine Weibchen wiegen aber mitunter nur etwas mehr als 250 Gramm. Im Ruhekleid ähneln die Männchen den Weibchen. Das Brustband fehlt in dieser Zeit. Allerdings behalten sie ihre Flügelfärbung bei und haben auch in diesem Zeitraum einen weißen Kopf. Der Rücken ist glanzlos schwarz.
Das Männchen der Koromandelzwergente hat ein grünes Mantelgefieder und ein schmales, schwarzes Brustband. Der etwas eckig wirkende Kopf ist auf der Oberseite schwarz. Das Gesicht ist weiß. Die Unterschwanzdecke ist schwarz. Der kurze Schnabel ist dunkelgrau. Die Beine und Füße sind olivgrau. Die Augen sind rot. Die Weibchen haben einen auffallenden Zügelstreif. Die schwarze Kopfplatte ist ausgedehnter als beim Männchen. Das Gesicht ist insgesamt etwas grauer oder rahmfarben. Das Mantelgefieder ist etwas bräunlicher, die Augen sind nicht so auffallend rötlich und die Körperunterseite ist dumpf hellgrau gefärbt. Die Flügel der Weibchen sind einfarbig braun. Jungvögel sind in ihrem Federkleid den Weibchen gleich. Im Unterschied zum Weibchen sind allerdings Kopf und Hals dichter von braunen Federn durchsetzt. 
Die Küken sind an der Oberseite graubraun und haben große, weiße Flecken an Schultern, Flügeln und Körperseiten. Die Kopfplatte ist schwarz. Das Gesicht ist hell. Sie haben einen langen, dunklen Augenstreif.

## Verwechslungsmöglichkeiten mit anderen Arten
In ihrem natürlichen Verbreitungsgebiet sind Koromandelzwergenten wegen ihrer geringen Größe kaum mit anderen Arten zu verwechseln. Die Radjahgans ist deutlich größer und hat einen vollständig weißen Kopf und Nacken. Die größte Verwechslungsmöglichkeit besteht mit der Australischen Zwergente. Diese ist zwar von ähnlich kleiner Körpergröße, hat aber eine andere Flügelfärbung. Die Koromandelzwergente ist außerdem insgesamt heller als diese Art. Die Weibchen und die Jungvögel der Australischen Zwergente sind außerdem an der Kehle und der Brust deutlicher geschuppt.

## Stimme
Koromandelzwergenten sind sehr ruffreudige Enten. Das Männchen hat einen lauten, auffallend schnarrenden Ruf, der besonders im Flug geäußert wird. Die Rufe der Weibchen sind etwas weicher. Aggressiv erregte Männchen rufen nasal grrr sowie rick rick reoo. Ängstliche Männchen äußern ein nasales quak oder ein metallisches chak chak chak. Die Weibchen rufen erregt tuck-it tuck-it und als Kontaktlaut tick-a tick-a tick.

## Verbreitung und Bestand
Die Nominatform ist ein Brutvogel des indischen Subkontinents und kommt auch in Sri Lanka sowie dem Süden Chinas vor. Zu den – mitunter nur in geringer Zahl – besiedelten Regionen zählen auch die Andamanen, der Norden der Philippinen, Borneo, Sumatra, Java, Sulawesi und der Norden Neuguineas. Die australische Unterart kommt im tropischen und subtropischen Nordosten Australiens vor. Hauptverbreitungsgebiet ist die küstennahe Region von Queensland.
Die Koromandelzwergente ist überwiegend ein Standvogel. In einigen Gebieten kommt es während der Trockenzeit zu Zugbewegungen. Zugbewegungen finden sich auch bei der chinesischen Population, die im Winterhalbjahr vom äußersten Norden ihres Verbreitungsgebietes in die Tiefebenen Südchinas zieht. Irrgäste erreichen gelegentlich Afghanistan, Iran und Irak. In Bahrain und Oman finden sich regelmäßig Koromandelzwergenten ein.
Bestandszahlen liegen für diese Art nur schätzungsweise vor. Der weltweite Bestand wurde im Jahr 2002 auf 7.500 für die australische Unterart und auf bis zu einer Million Individuen in Asien geschätzt. Insgesamt liegen aber wenig Informationen vor. Die Koromandelzwergente gilt insgesamt aber als nicht bestandsgefährdet. Die Bestände der australischen Unterart haben sich seit den 1960er Jahren, als die Individuenzahl nur noch 1500 betrug, wieder erholt. Sie leidet aber an der Ausbreitung der eingeschleppten Wasserhyazinthe, die die heimische Vegetation erstickt und damit das Nahrungsangebot für die Koromandelzwergente verringert.

## Lebensraum, Nahrung und Merkmale der Lebensweise
Die Koromandelzwergente ist eine tropische Entenart, die sich ausschließlich an Süßgewässern aufhält. Sie präferiert Gewässer mit einer reichhaltigen Schwimmpflanzen- und Unterwasservegetation. Sie besiedelt auch Park- und Tempelteiche und zeigt dort, wo sie nicht bejagt wird, eine geringe Fluchtdistanz.
Die Koromandelzwergente ernährt sich nahezu ausschließlich pflanzlich. Sie taucht nur sehr selten und nimmt ihre Nahrung fast ausschließlich von der Wasseroberfläche oder knapp darunter zu sich. Während der Nahrungssuche schwimmt sie häufig mit vorgestrecktem Kopf, während sie das Wasser durchseiht. Sie schnappt gelegentlich auch nach Insekten. Koromandelzwergenten sind tag- und dämmerungsaktive Entenvögel. In Indien übernachten sie auf Bäumen und Tempeldächern. Die Individuen der australischen Unterart sind dagegen nur sehr selten außerhalb des Wassers zu beobachten. Sie ruhen tagsüber zwischen den Blättern der Schwimmvegetation. Sie sind überwiegend paarweise oder in kleinen Verbänden zu beobachten. Lediglich während der Mauserzeit kommt es zu Schwarmbildung.

## Fortpflanzung
Über die Fortpflanzungsweise der Koromandelzwergente liegen nur wenig Informationen vor. Sie nistet üblicherweise in Baumhöhlen, brütet gelegentlich auch in oder an menschlichen Gebäuden. Im Nordosten Australiens fällt ihre Fortpflanzungszeit in die Monate November bis Februar. In Indien dagegen sind die Hauptbrutmonate Juli und August. Der Neststandort wird von beiden Elternvögeln gemeinsam ausgesucht. Die Nistplatzwahl ist Bestandteil des Balzrepertoires. Die Paarbindung scheint langfristig zu sein und während nur das Weibchen brütet, werden die Jungvögel von beiden Elternvögeln geführt. Der Familienverband ist auch noch in der Schwarmzeit zu erkennen. 
Die Größe des Vollgeleges ist für wildlebende Koromandelzwergenten unbekannt, scheint aber nach jetzigem Erkenntnisstand sechs bis neun Eier zu betragen. Die Eier sind oval und glatt. Sie sind creme- bis weißfarben. 

## Haltung in Europa und Nordamerika
Die Koromandelzwergente wird nur sehr selten in Zoos gehalten. Erste Importe der asiatischen Unterart gab es zwar bereits in den 1930er Jahren, ohne dass aber eine nachhaltige Erhaltungszucht begann. Sie wurde wieder in den 1950er Jahren nach Europa importiert. Die indische Unterart gelangte jedoch erst in den 1980er Jahren in größerer Zahl nach Westeuropa und Nordamerika. Die australische Unterart wurde nahezu nie in Zoos gezeigt.
Koromandelzwergenten haben sich als sehr empfindliche Pfleglinge erwiesen. Anfangs starben diese Enten immer sehr früh. Der Vogelpark Walsrode, der diese Art in einer Tropenhalle hielt sowie ein französischer Zoo, waren dagegen in der Lage, die Tiere über längere Zeit zu pflegen. Die europäische Erstzucht gelang erst 1989 einem britischen Privathalter.

## Belege